# Oxychilus
Genre
Oxychilus est un genre de petits escargots appartenant à la famille des Oxychilidae.

## Espèces
Le genre ci-contre regroupe pas moins d'une centaine d'espèces dont :
- Oxychilus absoloni
- Oxychilus aegopinoides
- Oxychilus agostinhoi
- Oxychilus alicurensis
- Oxychilus alliarius
- Oxychilus altimirai
- Oxychilus amblyopus
- Oxychilus cellarius
- Oxychilus colliourensis
- Oxychilus draparnaudi
- Oxychilus navarricus